# Manchester United F.C. mùa giải 2000–01
Mùa giải 2000–01 là mùa giải thứ chín của Manchester United tại Premier League và là mùa giải thứ 26 liên tiếp của họ ở giải đấu hàng đầu của bóng đá Anh. United đã vô địch Premier League mùa thứ ba liên tiếp và lần thứ bảy kể từ khi thành lập vào năm 1993. Đây là mùa giải không mấy thành công trên các đấu trường cúp của câu lạc bộ, Manchester United bị loại ở vòng 4 cúp FA, vòng 4 cúp Liên đoàn và tứ kết Champions League.
Thủ môn mới Fabien Barthez đã thành giành suất bắt chính lập tức, và thủ môn được lựa chọn số một trước đó Mark Bosnich đã không thể góp mặt trong đội một trong mùa giải 2000–01, chọn gia nhập Chelsea theo dạng chuyển nhượng tự do vào tháng Giêng, mặc dù cơ hội ở đội một ở Stamford Bridge cũng không mấy khả quan. Tiền đạo kỳ cựu Teddy Sheringham đã có một mùa giải xuất sắc, đứng đầu danh sách ghi bàn của câu lạc bộ và giành được cả giải thưởng Cầu thủ xuất sắc nhất năm của PFA và FWA. Tuy nhiên, sự xuất hiện của tiền đạo người Hà Lan Ruud van Nistelrooy từ PSV Eindhoven vào cuối mùa giải đã khiến Sheringham trở lại Tottenham Hotspur theo dạng chuyển nhượng tự do. Cũng rời câu lạc bộ là Henning Berg, người được cho câu lạc bộ cũ Blackburn Rovers mượn ngay sau khi bắt đầu mùa giải, và được mua đứt vào tháng 12, các cựu cầu thủ  khác của United  là John Curtis và Mark Hughes cũng gia nhập Blackburn sau khi chứng kiến họ thăng hạng trở lại Premier League sau hai năm chơi ở hạng nhất.

## Giao hữu trước mùa giải
| Ngày      | Đối thủ         | Sân nhà/sân khách | Kết quả | Cầu thủ ghi bàn                                                                                   | số lượng khán giả |
| --------- | --------------- | ----------------- | ------- | ------------------------------------------------------------------------------------------------- | ----------------- |
| 29/7/2000 | York City       | A                 | 2–0     | Keane (2) 52', 62'                                                                                | 9,003             |
| 30/7/2000 | Shrewsbury Town | A                 | 8–1     | Butt 3', Solskjær (2) 12', 40', Sheringham 51', Clegg 58', Fortune (2) 61' (pen.), 68', Healy 79' | 8,000             |
| 4/8/2000  | Real Madrid     | N                 | 1–0     | Solskjær 89'                                                                                      | 39,000            |
| 5/8/2000  | Bayern Munich   | A                 | 1–3     | Fortune 85'                                                                                       | 43,000            |
| 9/8/2000  | Birkirkara      | N                 | 5–1     | Beckham 18', Yorke 49', Solskjær (2) 53', 74', Scholes 70'                                        | 7,614             |
| 16/8/2000 | Manchester City | H                 | 2–0     | Sheringham 36', Cole 85'                                                                          | 45,158            |
| 15/5/2001 | Celtic          | A                 | 2–0     | Silvestre 15', Djordjic 88'                                                                       | 57,268            |

## Siêu cúp Anh
| Ngày      | Đối thủ | Sân nhà/sân khách | Kết quả | Cầu thủ ghi bàn | số lượng khán giả |
| --------- | ------- | ----------------- | ------- | --------------- | ----------------- |
| 13/8/2000 | Chelsea | N                 | 0–2     |                 | 65,148            |

## Ngoại hạng Anh
| Ngày       | Đối thủ           | Sân nhà/sân khách | Kết quả | Cầu thủ ghi bàn                                                      | số lượng khán giả | Thứ hạng |
| ---------- | ----------------- | ----------------- | ------- | -------------------------------------------------------------------- | ----------------- | -------- |
| 20/8/2000  | Newcastle United  | H                 | 2–0     | Johnsen 20', Cole 69'                                                | 67,477            | 5        |
| 22/8/2000  | Ipswich Town      | A                 | 1–1     | Beckham 39'                                                          | 22,007            | 3        |
| 26/8/2000  | West Ham United   | A                 | 2–2     | Beckham 6', Cole 49'                                                 | 25,998            | 5        |
| 5/9/2000   | Bradford City     | H                 | 6–0     | Cole 11', Fortune (2) 23', 60', Sheringham (2) 71', 81', Beckham 85' | 67,447            | 1        |
| 9/9/2000   | Sunderland        | H                 | 3–0     | Scholes (2) 14', 82', Sheringham 76'                                 | 67,503            | 1        |
| 16/9/2000  | Everton           | A                 | 3–1     | Butt 26', Giggs 29', Solskjær 38'                                    | 38,541            | 1        |
| 23/9/2000  | Chelsea           | H                 | 3–3     | Scholes 14', Sheringham 37', Beckham 39'                             | 67,568            | 1        |
| 1/10/2000  | Arsenal           | A                 | 0–1     |                                                                      | 38,146            | 2        |
| 14/10/2000 | Leicester City    | A                 | 3–0     | Sheringham (2) 37', 54', Solskjær 90'                                | 22,132            | 1        |
| 21/10/2000 | Leeds United      | H                 | 3–0     | Yorke 40', Beckham 50', Jones 82' (o.g.)                             | 67,523            | 1        |
| 28/10/2000 | Southampton       | H                 | 5–0     | Cole (2) 9', 73', Sheringham (3) 45', 51', 55'                       | 67,581            | 1        |
| 4/11/2000  | Coventry City     | A                 | 2–1     | Cole 27', Beckham 37'                                                | 21,079            | 1        |
| 11/11/2000 | Middlesbrough     | H                 | 2–1     | Butt 62', Sheringham 65'                                             | 67,576            | 1        |
| 18/11/2000 | Manchester City   | A                 | 1–0     | Beckham 2'                                                           | 34,429            | 1        |
| 25/11/2000 | Derby County      | A                 | 3–0     | Sheringham 61', Butt 69', Yorke 76'                                  | 32,910            | 1        |
| 2/12/2000  | Tottenham Hotspur | H                 | 2–0     | Scholes 40', Solskjær 84'                                            | 67,583            | 1        |
| 9/12/2000  | Charlton Athletic | A                 | 3–3     | Giggs 42', Solskjær 43', Keane 66'                                   | 20,043            | 1        |
| 17/12/2000 | Liverpool         | H                 | 0–1     |                                                                      | 67,533            | 1        |
| 23/12/2000 | Ipswich Town      | H                 | 2–0     | Solskjær (2) 20', 32'                                                | 67,597            | 1        |
| 26/12/2000 | Aston Villa       | A                 | 1–0     | Solskjær 85'                                                         | 40,889            | 1        |
| 30/12/2000 | Newcastle United  | A                 | 1–1     | Beckham 25' (pen.)                                                   | 52,134            | 1        |
| 1/1/2001   | West Ham United   | H                 | 3–1     | Solskjær 3', Pearce 33' (o.g.), Yorke 57'                            | 67,603            | 1        |
| 13/1/2001  | Bradford City     | A                 | 3–0     | Sheringham 72', Giggs 75', Chadwick 87'                              | 20,551            | 1        |
| 20/1/2001  | Aston Villa       | H                 | 2–0     | G. Neville 57', Sheringham 87'                                       | 67,533            | 1        |
| 31/1/2001  | Sunderland        | A                 | 1–0     | Cole 46'                                                             | 48,260            | 1        |
| 3/2/2001   | Everton           | H                 | 1–0     | Watson 52' (o.g.)                                                    | 67,528            | 1        |
| 10/2/2001  | Chelsea           | A                 | 1–1     | Cole 69'                                                             | 34,960            | 1        |
| 25/2/2001  | Arsenal           | H                 | 6–1     | Yorke (3) 3', 18', 22', Keane 26', Solskjær 38', Sheringham 90'      | 67,535            | 1        |
| 3/3/2001   | Leeds United      | A                 | 1–1     | Chadwick 64'                                                         | 40,055            | 1        |
| 17/3/2001  | Leicester City    | H                 | 2–0     | Yorke 88', Silvestre 90'                                             | 67,516            | 1        |
| 31/3/2001  | Liverpool         | A                 | 0–2     |                                                                      | 44,806            | 1        |
| 10/4/2001  | Charlton Athletic | H                 | 2–1     | Cole 45', Solskjær 82'                                               | 67,505            | 1        |
| 14/4/2001  | Coventry City     | H                 | 4–2     | Yorke (2) 13', 28', Giggs 81', Scholes 87'                           | 67,637            | 1        |
| 21/4/2001  | Manchester City   | H                 | 1–1     | Sheringham 71' (pen.)                                                | 67,535            | 1        |
| 28/4/2001  | Middlesbrough     | A                 | 2–0     | P. Neville 4', Beckham 84'                                           | 34,417            | 1        |
| 5/5/2001   | Derby County      | H                 | 0–1     |                                                                      | 67,526            | 1        |
| 13/5/2001  | Southampton       | A                 | 1–2     | Giggs 71'                                                            | 15,526            | 1        |
| 19/5/2001  | Tottenham Hotspur | A                 | 1–3     | Scholes 22'                                                          | 36,072            | 1        |

## FA Cup
| Ngày      | Vòng   | Đối thủ         | Sân nhà/sân khách | Kết quả | Cầu thủ ghi bàn             | số lượng khán giả |
| --------- | ------ | --------------- | ----------------- | ------- | --------------------------- | ----------------- |
| 7/1/2001  | Vòng 3 | Fulham          | A                 | 2–1     | Solskjær 8', Sheringham 89' | 19,178            |
| 28/1/2001 | Vòng 4 | West Ham United | H                 | 0–1     |                             | 67,029            |

## Cúp liên đoàn
| Ngày       | Vòng   | Đối thủ    | Sân nhà/sân khách | Kết quả      | Cầu thủ ghi bàn                  | số lượng khán giả |
| ---------- | ------ | ---------- | ----------------- | ------------ | -------------------------------- | ----------------- |
| 31/10/2000 | Vòng 3 | Watford    | A                 | 3–0          | Solskjær (2) 12', 81', Yorke 54' | 18,871            |
| 28/11/2000 | Vòng 4 | Sunderland | A                 | 1–2 (s.h.p.) | Yorke 31'                        | 47,543            |

## UEFA Champions League

### Vòng bảng thứ nhất
| Ngày       | Đối thủ       | Sân nhà/sân khách | Kết quả | Cầu thủ ghi bàn                                          | số lượng khán giả | Thứ hạng |
| ---------- | ------------- | ----------------- | ------- | -------------------------------------------------------- | ----------------- | -------- |
| 13/9/2000  | Anderlecht    | H                 | 5–1     | Cole (3) 15', 50', 72', Irwin 31' (pen.), Sheringham 42' | 62,749            | 1        |
| 19/9/2000  | Dynamo Kyiv   | A                 | 0–0     |                                                          | 65,000            | 1        |
| 26/9/2000  | PSV Eindhoven | A                 | 1–3     | Scholes 2' (pen.)                                        | 30,500            | 2        |
| 18/10/2000 | PSV Eindhoven | H                 | 3–1     | Sheringham 8', Scholes 82', Yorke 87'                    | 66,313            | 1        |
| 24/10/2000 | Anderlecht    | A                 | 1–2     | Irwin 36' (pen.)                                         | 22,506            | 3rd      |
| 8/11/2000  | Dynamo Kyiv   | H                 | 1–0     | Sheringham 18'                                           | 66,776            | 2        |

### Vòng bảng thứ hai
| Ngày       | Đối thủ       | Sân nhà/sân khách | Kết quả | Cầu thủ ghi bàn                      | số lượng khán giả | Thứ hạng |
| ---------- | ------------- | ----------------- | ------- | ------------------------------------ | ----------------- | -------- |
| 21/11/2000 | Panathinaikos | H                 | 3–1     | Sheringham 48', Scholes (2) 81', 90' | 65,024            | 1        |
| 6/12/2000  | Sturm Graz    | A                 | 2–0     | Scholes 18', Giggs 89'               | 16,500            | 1        |
| 14/2/2001  | Valencia      | A                 | 0–0     |                                      | 49,541            | 1        |
| 20/2/2001  | Valencia      | H                 | 1–1     | Cole 12'                             | 66,715            | 1        |
| 7/3/2001   | Panathinaikos | A                 | 1–1     | Scholes 90'                          | 27,231            | 2        |
| 13/3/2001  | Sturm Graz    | H                 | 3–0     | Butt 5', Sheringham 20', Keane 86'   | 66,404            | 2        |

### Vòng đấu loại trực tiếp
| Ngày      | Lượt           | Đối thủ       | Sân nhà/sân khách | Kết quả | Cầu thủ ghi bàn | số lượng khán giả |
| --------- | -------------- | ------------- | ----------------- | ------- | --------------- | ----------------- |
| 3/4/2001  | Tứ kết lượt đi | Bayern Munich | H                 | 0–1     |                 | 66,584            |
| 18/4/2001 | Tứ kết lượt về | Bayern Munich | A                 | 1–2     | Giggs 49'       | 60,000            |

## Thống kê đội hình
| Số. | Vị trí. | Tên                  | Ngoại hạng Anh | Ngoại hạng Anh | FA Cup | FA Cup | Cúp liên đoàn | Cúp liên đoàn | Cúp châu Âu | Cúp châu Âu | khác | khác | Tổng cộng | Tổng cộng |
| Số. | Vị trí. | Tên                  | Trận           | Bàn            | Trận   | Bàn    | Trận          | Bàn           | Trận        | Bàn         | Trận | Bàn  | Trận      | Bàn       |
| --- | ------- | -------------------- | -------------- | -------------- | ------ | ------ | ------------- | ------------- | ----------- | ----------- | ---- | ---- | --------- | --------- |
| 1   | TM      | Fabien Barthez       | 30             | 0              | 1      | 0      | 0             | 0             | 12          | 0           | 1    | 0    | 44        | 0         |
| 2   | HV      | Gary Neville         | 32             | 1              | 2      | 0      | 0             | 0             | 14          | 0           | 1    | 0    | 49        | 1         |
| 3   | HV      | Denis Irwin          | 20(1)          | 0              | 1      | 0      | 0             | 0             | 7           | 2           | 1    | 0    | 29(1)     | 2         |
| 4   | HV      | David May            | 1(1)           | 0              | 0      | 0      | 0             | 0             | 0           | 0           | 0    | 0    | 1(1)      | 0         |
| 5   | HV      | Ronny Johnsen        | 11             | 1              | 0      | 0      | 1             | 0             | 4           | 0           | 1    | 0    | 17        | 1         |
| 6   | HV      | Jaap Stam            | 15             | 0              | 1      | 0      | 0             | 0             | 6           | 0           | 0(1) | 0    | 22(1)     | 0         |
| 7   | TV      | David Beckham        | 29(2)          | 9              | 2      | 0      | 0             | 0             | 11(1)       | 0           | 1    | 0    | 43(3)     | 9         |
| 8   | TV      | Nicky Butt           | 24(4)          | 3              | 2      | 0      | 0             | 0             | 8(3)        | 1           | 0    | 0    | 34(7)     | 4         |
| 9   | TĐ      | Andy Cole            | 15(4)          | 9              | 1      | 0      | 0             | 0             | 10          | 4           | 0(1) | 0    | 26(5)     | 13        |
| 10  | TĐ      | Teddy Sheringham     | 23(6)          | 15             | 1(1)   | 1      | 0             | 0             | 8(3)        | 5           | 1    | 0    | 33(10)    | 21        |
| 11  | TV      | Ryan Giggs           | 24(7)          | 5              | 2      | 0      | 0             | 0             | 9(2)        | 2           | 1    | 0    | 36(9)     | 7         |
| 12  | HV      | Phil Neville         | 24(5)          | 1              | 1      | 0      | 2             | 0             | 4(2)        | 0           | 0    | 0    | 31(7)     | 1         |
| 13  | TM      | Mark Bosnich         | 0              | 0              | 0      | 0      | 0             | 0             | 0           | 0           | 0    | 0    | 0         | 0         |
| 14  | TM      | Andy Goram           | 2              | 0              | 0      | 0      | 0             | 0             | 0           | 0           | 0    | 0    | 2         | 0         |
| 15  | TV      | Jesper Blomqvist     | 0              | 0              | 0      | 0      | 0             | 0             | 0           | 0           | 0    | 0    | 0         | 0         |
| 16  | TV      | Roy Keane (c)        | 28             | 2              | 2      | 0      | 0             | 0             | 13          | 1           | 1    | 0    | 44        | 3         |
| 17  | TM      | Raimond van der Gouw | 5(5)           | 0              | 1      | 0      | 2             | 0             | 2           | 0           | 0    | 0    | 10(5)     | 0         |
| 18  | TV      | Paul Scholes         | 28(4)          | 6              | 0      | 0      | 0             | 0             | 12          | 6           | 1    | 0    | 40(4)     | 12        |
| 19  | TĐ      | Dwight Yorke         | 15(7)          | 9              | 1(1)   | 0      | 2             | 2             | 7(4)        | 1           | 0(1) | 0    | 25(13)    | 12        |
| 20  | TĐ      | Ole Gunnar Solskjær  | 19(12)         | 10             | 1(1)   | 1      | 2             | 2             | 3(8)        | 0           | 1    | 0    | 26(21)    | 13        |
| 21  | HV      | Henning Berg         | 0(1)           | 0              | 0      | 0      | 0             | 0             | 0           | 0           | 0    | 0    | 0(1)      | 0         |
| 22  | HV      | Ronnie Wallwork      | 4(8)           | 0              | 0(1)   | 0      | 2             | 0             | 0(1)        | 0           | 0    | 0    | 6(10)     | 0         |
| 23  | HV      | Michael Clegg        | 0              | 0              | 0      | 0      | 2             | 0             | 0           | 0           | 0    | 0    | 2         | 0         |
| 24  | HV      | Wes Brown            | 25(3)          | 0              | 1      | 0      | 1             | 0             | 9(2)        | 0           | 0    | 0    | 36(5)     | 0         |
| 25  | TV      | Quinton Fortune      | 6(1)           | 2              | 0      | 0      | 2             | 0             | 0(1)        | 0           | 0(1) | 0    | 8(3)      | 2         |
| 27  | HV      | Mikaël Silvestre     | 25(5)          | 1              | 2      | 0      | 0             | 0             | 13(1)       | 0           | 1    | 0    | 41(6)     | 1         |
| 28  | TV      | Michael Stewart      | 3              | 0              | 0      | 0      | 0(2)          | 0             | 0           | 0           | 0    | 0    | 3(2)      | 0         |
| 30  | HV      | John O'Shea          | 0              | 0              | 0      | 0      | 2             | 0             | 0           | 0           | 0    | 0    | 2         | 0         |
| 32  | TV      | Bojan Djordjic       | 0(1)           | 0              | 0      | 0      | 0             | 0             | 0           | 0           | 0    | 0    | 0(1)      | 0         |
| 33  | TM      | Paul Rachubka        | 1              | 0              | 0      | 0      | 0(1)          | 0             | 0           | 0           | 0    | 0    | 1(1)      | 0         |
| 34  | TV      | Jonathan Greening    | 3(4)           | 0              | 0      | 0      | 2             | 0             | 1(1)        | 0           | 0    | 0    | 6(5)      | 0         |
| 35  | TĐ      | David Healy          | 0(1)           | 0              | 0      | 0      | 0(1)          | 0             | 0           | 0           | 0    | 0    | 0(2)      | 0         |
| 36  | TV      | Luke Chadwick        | 6(10)          | 2              | 0(1)   | 0      | 2             | 0             | 1(2)        | 0           | 0    | 0    | 9(13)     | 2         |
| 37  | TĐ      | Danny Webber         | 0              | 0              | 0      | 0      | 0(1)          | 0             | 0           | 0           | 0    | 0    | 0(1)      | 0         |

## Chuyển nhượng
Các cầu thủ rời United trong kì chuyển nhượng mùa hè là hậu vệ Danny Higginbotham, thủ môn Massimo Taibi, tiền vệ Jordi Cruyff và tiền đạo Alex Notman. Higginbotham rời United để đến Derby County, sau ba năm để thực hiện mong muốn chơi bóng ở đội một, Taibi ký hợp đồng với Reggina, sau khi anh được cho mượn ở câu lạc bộ trong nửa sau của mùa giải 1999– 2000, Cruyff ký hợp đồng với Alavés, sau khi hợp đồng với United của anh ấy hết hạn, và Notman, người chưa từng chơi một trận nào ở Premier League cho United, đã ký hợp đồng với Norwich City, nơi anh ấy sẽ ở lại trong ba năm.
Không có cầu thủ nào đến United trong suốt mùa giải 2000–01.
Rời United trong mùa đông là hậu vệ Na Uy Henning Berg, người đã ký hợp đồng với Blackburn Rovers với mức phí 1,75 triệu bảng, tiền đạo người Bắc Ireland David Healy, người đã ký hợp đồng với Preston North End với mức phí 1,5 triệu bảng, và thủ môn người Úc Mark Bosnich, người đã ký hợp đồng với Chelsea theo dạng chuyển nhượng tự do, sau khi United ký hợp đồng với Fabien Barthez vào mùa giải gần 2000.  Tiền đạo Teddy Sheringham rời United để gia nhập Tottenham Hotspur vào ngày 26 tháng 5.

### Đi
| Ngày       | Vị trí | Tên                | Đến               | Giá    |
| ---------- | ------ | ------------------ | ----------------- | ------ |
| 5/7/2000   | HV     | Danny Higginbotham | Derby County      | £2m    |
| 8/7/2000   | TM     | Massimo Taibi      | Reggina           | £2.5m  |
| 10/7/2000  | TV     | Jordi Cruyff       | Alavés            | Tự do  |
| 28/11/2000 | TĐ     | Alex Notman        | Norwich City      | £250k  |
| 15/12/2000 | HV     | Henning Berg       | Blackburn Rovers  | £1.75m |
| 3/1/2001   | TĐ     | David Healy        | Preston North End | £1.5m  |
| 18/1/2001  | TM     | Mark Bosnich       | Chelsea           | Free   |
| 26/5/2001  | TĐ     | Teddy Sheringham   | Tottenham Hotspur | Free   |

### Mượn
| Ngày mượn  | Ngày hết hạn | Vị trí | Tên        | Từ         | Giá   |
| ---------- | ------------ | ------ | ---------- | ---------- | ----- |
| 22/3/ 2001 | 31/5/ 2001   | TM     | Andy Goram | Motherwell | £100k |